# Alberto Pagani (politico)
Alberto Pagani (Alfonsine, 30 maggio 1971) è un politico italiano.

## Biografia
Laureato in Scienze Politiche, è docente a contratto di "Sociologia dell'organizzazione" presso l'Università degli Studi di Urbino.
È stato segretario DS di Alfonsine e di Lugo, paesi nei quali è anche stato consigliere comunale, ad Alfonsine dal 1990 al 1999 e a Lugo, dove ha ricoperto la carica di presidente del Consiglio comunale, dal 2004 al 2009.
È stato coordinatore provinciale della Segreteria DS di Ravenna.
Eletto coordinatore provinciale provvisorio del Partito Democratico a novembre 2007 e riconfermato nel febbraio 2008.
Il 28 maggio 2010 è stato rieletto segretario provinciale del PD Ravenna.

### Elezione a deputato
Alle elezioni politiche del 2013 viene eletto deputato della XVII legislatura della Repubblica Italiana nella circoscrizione XI Emilia-Romagna.
Nel 2018 è stato rieletto deputato nel collegio uninominale di Ravenna.
Il 9 luglio 2021, riceve la XIX edizione del Premio Internazionale Bonifacio VIII "per una cultura della Pace", indetto dall'Accademia Bonifaciana di Anagni (Fr), su proposta del Rettore Presidente Gr. Uff. Dott. Sante De Angelis e del Presidente del Comitato Scientifico S.E. Mons. Enrico dal Covolo.

## Libri
- Disinformare: ecco l'arma. L'emergenza educativa e democratica del nostro tempo, M. Caligiuri e A. Pagani con M. Chioso, Soveria Mannelli, Rubbettino, 2024.